# Берри, Джеффри, 2-й виконт Кемсли
Джеффри Лайонел Берри, 2-й виконт Кемсли (англ. Lionel Berry, 2nd Viscount Kemsley; 29 июня 1909 — 28 февраля 1999) — британский консервативный политик, пэр и редактор газеты.

## Биография
Родился 29 июня 1909 года в Хендоне. Старший сын Гомера Берри, 1-го виконта Кемсли (1883—1968), известного газетного магната, владельца таких изданий, как The Sunday Times и Daily Record, и его первой жены Мэри Лилиан Холмс (? — 1928), дочери Горация Джорджа Холмса и Мэри Джонстон, урожденной Макгрегор.
Он получил образование в колледже Мальборо и Магдален-колледже Оксфордского университета.
Лайонел Берри служил в Гренадерской гвардии во время Второй мировой войны с 1940 года, пока не был демобилизован в 1942 году. В следующем 1943 году на дополнительных выборах военного времени 4 апреля он был избран безальтернативным членом Палаты общин от Бекингема. Однако на парламентских выборах 1945 года он проиграл свое место лейбористам.
Лайонел Берри был управляющим редактором Daily Sketch, а позднее заместителем председателя Kemsley Newspapers Limited.
6 февраля 1968 года после смерти своего отца Лайонел Берри унаследовал титулы 2-го виконта Кемсли из Дропмора в графстве Бакингемшир, 2-го барона Кемсли из Фарнем-Роял в графстве Бакингемшир и 2-го баронета Берри.
Член совета графства Нортгемптоншир (1964), главный шериф Лестершира (1967), заместитель лейтенант Лестершира (1972).

## Личная жизнь
21 июня 1933 года Лайонел Берри женился на леди Элен Кандиде Хэй (сентября 1913 — 4 января 2011), старшей дочери Уильяма Джорджа Монтегю Хэя, 11-го маркиза Твиддэйла, и Маргариты Кристины Ралли. У супругов было четыре дочери:
- Достопочтенная Мэри Энн Берри (род. 30 апреля 1934), в 1960 году она вышла замуж за Чарльза Генри ван Раалта, от брака с которым у неё было трое детей.
- Достопочтенная Памела Джейн Маргерит Берри (27 мая 1937 — 13 декабря 2013), в 1961 году она вышла замуж за сэра Джеральда Найджела Моббса, от брака с которым у неё было трое детей.
- Достопочтенная Кэролайн Хелен Берри (род. 8 сентября 1942), в 1965 году она вышла замуж за Джона Питера Хоуисона-Крауфорда, от брака с которым у неё было трое детей.
- Достопочтенная Кэтрин Фрэнсис Лилиан Берри (род. 9 июня 1944), в 1969 году она вышла замуж за Ричарда Дугласа Фацлера Брима, от брака с которым у неё было двое детей.

Виконт Кемсли скончался в возрасте 89 лет в 1999 году в Харборо, Лестершир, и ему наследовал его племянник Ричард Гомер Берри.